# Dendrobium eriiflorum
Dendrobium eriiflorum är en orkidéart som beskrevs av William Griffiths. Dendrobium eriiflorum ingår i släktet Dendrobium, och familjen orkidéer. Inga underarter finns listade i Catalogue of Life.